# Friedrich Zoepfl
Friedrich Zoepfl (* 6. Januar 1885 in Murnau; † 19. Dezember 1973 in Dillingen an der Donau) war ein deutscher römisch-katholischer Priester und Historiker.

## Leben

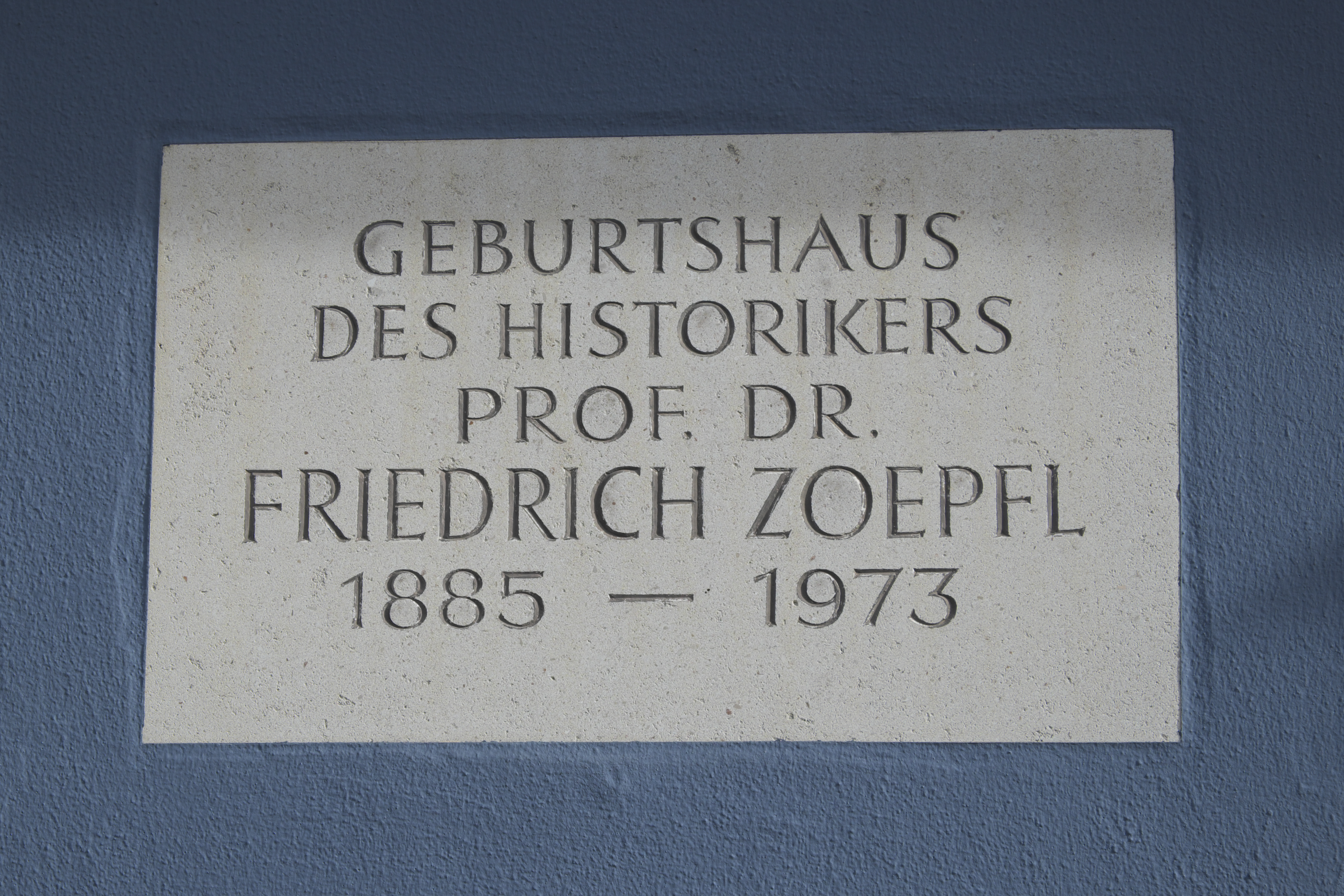
Gedenktafel an seinem Geburtshaus in Murnau

Nach dem Besuch der Volksschule in Murnau (1891–97) kam Friedrich Zoepfl in das bischöfliche Konvikt in Dillingen an der Donau und wurde hier in die zweite Gymnasialklasse aufgenommen. Im Anschluss an das Abitur (1905) folgte das Studium der Philosophie und Theologie an der Universität München. 1909 wurde Zoepfl in München zum Priester geweiht. Nach kurzer Seelsorgetätigkeit in Dillingen und Polling konnte er seine Studien in München fortsetzen und 1911 mit einer patristischen Arbeit zum Dr. theol. promovieren. Als Benefiziat veröffentlichte er mehrere Arbeiten zur Mindelheimer Regionalgeschichte. Nach dem Tod von Georg Grupp erhielt Zoepfl 1923 die Stelle als Benefiziat und Bibliothekar der Fürsten zu Oettingen-Wallerstein in Maihingen. In der Oettingen-Wallersteinschen Bibliothek (heute im Besitz der Universitätsbibliothek Augsburg) begann Zoepfl mit den Vorarbeiten zu seiner großen Deutschen Kulturgeschichte, die in zwei Bänden 1928/30 erschien. 1930 wurde er als Professor für Geschichte und Kunstgeschichte an die Philosophisch-Theologische Hochschule in Dillingen berufen. Hier stand im Mittelpunkt seiner Forschungsarbeit die Augsburger Bistumsgeschichte.
Zoepfl unterschrieb nach der Machtübergabe an die Nationalsozialisten zum 11. November 1933 das Bekenntnis der Professoren an den deutschen Universitäten und Hochschulen zu Adolf Hitler und dem nationalsozialistischen Staat. Zoepfl vertrat in dieser Zeit eine ausgesprochen völkische Haltung. So zitiert Georg Denzler Zoepfls Rezension von Anton Stonner, „Germanentum und Christentum“ 1933, in: Theologische Revue, Jahrgang 33, 1934: Aus der Praxis hervorgegangen, möchte das Büchlein praktischen Zwecken dienen, nämlich der vom nationalen Staat geforderten Umgestaltung des Unterrichts im Sinne einer starken Betonung germanisch-deutscher Wesenheit ... Als freudiger Ausdruck katholischen Bekenntnisses zur germanisch-deutschen Erbgrundlage unseres Seins ist Stonners Büchlein aufrichtig zu begrüßen und ist ihm weite Verbreitung zu wünschen.
Als Nachfolger von Alfred Schröder (1865–1935) setzte er die von Antonius von Steichele (1816–1889) initiierte „Historisch-statistische Beschreibung des Bistums Augsburg“ fort. Im Jahr 1949 war er Gründungsmitglied der Schwäbischen Forschungsgemeinschaft und wurde durch den Historiker Max Spindler (1894–1986) zum Vorstandsmitglied der Gemeinschaft ernannt.
Auch nach seiner Emeritierung 1953 arbeitete Zoepfl noch über das Thema Bistum Augsburg und seine Bischöfe im Mittelalter und im Reformationsjahrhundert. Es gelang ihm, in mühevoller Detailarbeit noch zwei umfangreiche Bände 1955 und 1969 vorzulegen. Das Œuvre »des bedeutendsten Augsburger Bistumshistorikers« (Rummel) umfasst über 250 Titel.

## Auszeichnungen
- 1959: Bayerischer Verdienstorden

## Schriften (Auswahl)
- Didymi Alexandrini in epistolas canonicas brevis enarratio, Münster 1914
- Frauenwürde. Ein Jahrgang Frauenpredigten. Freiburg i. Br. 1918
- Biblische Mütter. Ein Büchlein für Mütter. Donauwörth 1922
- Der Kommentar des Pseudo-Eustathios zum Hexaëmeron (Alttestamentliche Abhandlungen Bd. 10, H. 5). Münster 1927
- Deutsche Kulturgeschichte, Bd. 1 u. 2. Freiburg 1928/30; 2. Aufl. 1931/37
- Mittelalterliche Caritas im Spiegel der Legende (Schriften zur Caritaswissenschaft Bd. 4). Freiburg i. B. 1929
- Das Bistum Augsburg historisch und statistisch beschrieben IX, 1934/39, X, 1940
- Das Reich als Schicksal und Tat, Freiburg 1937
- Nikolaus Ellenbog Briefwechsel Buch III–IX (=Corpus Catholicorum 19/21), 1938
- Geschichte der Stadt Mindelheim in Schwaben, München 1945
- Heinrich Seuse. Meitingen 1947
- Margareta Ebner. Meitingen 1950
- Das Haus Fugger und die Stadt Dillingen. In: Jahrbuch des Historischen Vereins Dillingen a. D. Band 61/63, 1959/1961.
- Zwei Ordnungen Augsburger Bischöfe für Verwaltung des Kirchenvermögens. In: Schwäbische Blätter. Band 14, 1963, S. 103–109; Nachtrag ebenda: Band 17, 1966, S. 15–17.
- Geschichte des Bistums Augsburg und seiner Bischöfe Bd. 1, München-Augsburg 1955, Bd. 2, 1969